# Big Red Machine (squadra di baseball)
Big Red Machine è il soprannome della squadra di baseball dei Cincinnati Reds che dominò la National League dal 1970 al 1979 ed è considerata una delle migliori della storia del baseball. In quell'arco di tempo vinse sei titoli della National League West division, quattro pennant della National League e due World Series. Il club ebbe un record complessivo nel periodo 1970-1979 di 953 vittorie e 657 sconfitte, a una media di più di 95 vittorie l'anno.
Inoltre, il nucleo dei Reds ebbe il miglior record delle Major League nel 1981 ma non raggiunse i playoff a causa della divisione della stagione in due a causa di uno sciopero dei giocatori.

## Origini
Il soprannome fu introdotto in un articolo del 4 luglio 1969 di Bob Hertzel nel Cincinnati Enquirer, ma acquistò importanza nella stagione 1970, in cui la squadra ebbe un record nella stagione regolare di 102-60 e vinse il pennant della National League. Il manager al primo anno e futuro membro della Hall of Fame era Sparky Anderson, mentre le principali stelle erano Pete Rose, Johnny Bench, Joe Morgan e Tony Pérez, supportati da Dave Concepción, George Foster, César Gerónimo e Ken Griffey Sr.  I Reds raggiunsero più World Series di qualsiasi altra squadra nel corso degli anni settanta. Sono inoltre l'unica squadra della National League ad avere vinto due titoli consecutivi negli ultimi 75 anni. Prima di loro vi erano riusciti i New York Giants nel 1921 e 1922.

## I "Great Eight"
Gli otto giocatori citati più spesso come membri della Big Red Machine includono il leader di tutti i tempi in valide Rose, tre membri della Hall of Fame come Bench, Pérez e Morgan, sei titoli di MVP della National League, quattro leader stagionali in fuoricampo, tre titoli di miglior battitore, 25 Guanti d'oro e 63 convocazioni complessive all'All-Star Game. La formazione composta da Bench, Rose, Morgan, Pérez, Concepción, Foster, Griffey e Gerónimo (conosciuti come i "Great Eight") giocò assieme 88 gare nelle stagioni 1975 e 1976, perdendone solo 19.
| Stagione | Record | Division  | Playoff                                                                                            |
| -------- | ------ | --------- | -------------------------------------------------------------------------------------------------- |
| 1970     | 102–60 | 1ª (West) | Vittoria NLCS vs. Pittsburgh Pirates, 3–0 Sconfitta World Series contro i Baltimore Orioles, 4–1   |
| 1971     | 79–83  | 4ª (West) | |
| 1972     | 95–59  | 1ª (West) | Vittoria NLCS vs. Pittsburgh Pirates, 3–2 Sconfitta World Series contro gli Oakland Athletics, 4–3 |
| 1973     | 99–63  | 1ª (West) | Sconfitta NLCS vs. New York Mets, 3–2                                                              |
| 1974     | 98–64  | 2ª (West) | |
| 1975     | 108–54 | 1ª (West) | Vittoria NLCS vs. Pittsburgh Pirates, 3–0 Vittoria World Series vs. Boston Red Sox, 4–3            |
| 1976     | 102–60 | 1ª (West) | Vittoria NLCS vs. Philadelphia Phillies, 3–0 Vittoria World Series vs. New York Yankees, 4–0       |

## Anni successivi
Dan Driessen sostituì come prima base Tony Perez nel 1977. Anche se alcuni giocatori originari lasciarono la squadra, alcuni estendono il soprannome Big Red Machine per altri due anni fino alle partenze di Anderson e Rose dopo la stagione 1978. La squadra finì al secondo posto nel 1977 e nel 1978. Ray Knight prese il posto di Pete Rose come terza base di Cincinnati nel 1979 ma il resto dei partenti dei Reds vedeva ancora la presenza di sei dei "magnifici otto": Bench, Morgan, Foster, Concepcion, Griffey  e Geronimo. I Reds vinsero un altro titolo di division nel 1979, ma persero contro i Pittsburgh Pirates nel NLCS.
La Big Red Machine disputò un'ultima grande stagione nel 1981 quando ebbero il miglior record della MLB nella stagione accorciata per sciopero. A quel punto, solo tre degli otto erano rimasti: Foster, Griffey e Concepcion. Bench aveva avuto una stagione tormentata dagli infortuni, venendo spostato da ricevitore a terza base. Tom Seaver ebbe un record di 14-2 e una media PGL di 2.54, iniziando come partente solo 23 gare sulle 108 della stagione regolare. Malgrado ciò, i Reds terminarono secondi nella National League West in entrambe le metà della stagione, non consentendo loro di qualificarsi ai playoff.

## Rivalità
I principali rivali della Big Red Machine erano i Los Angeles Dodgers. Le due squadre si affrontarono spesso per il titolo di division, finendo sempre prime e seconde ogni anno dal 1970 al 1979, con l'eccezione del 1971. Il manager dei Reds Sparky Anderson affermò: "Non penso ci sia una rivalità come la nostra in tutta la lega. I Giants dovrebbero essere i rivali naturali dei Dodgers ma non penso sia più così. Non esiste nel modo in cui è presente tra noi e i Dodgers." La rivalità si concluse con la riorganizzazione delle division che spostò i Reds nella NL Central. Tuttavia, le due squadre tornarono a confrontarsi nelle NLDS del 1995.
La Big Red Machine ebbe anche rivalità con i Pirates e i Philadelphia Phillies. Tutti i quattro pennant dei Reds negli anni settanta giunsero contro queste due squadre (i Pittsburgh Pirates nel 1970, 1972 e 1975 e i Phillies nel 1976). Nel 1979, Pete Rose acuì la rivalità firmando con i Phillies, contribuendo a fare vincere il loro primo titolo nelle World Series 1980.

## Letture di approfondimento
- Bob Hertzel, The Big Red Machine, Prentice-Hall, 1976, ISBN 0-13-076190-7.
- Ritter Collett, Men of the (Reds) Machine: An Inside Look at Baseball's Team of the '70's, Landfall Press, 1977, ISBN 0-913428-28-0.
- Gregory L. Rhodes, John G. Erardi, Big Red Dynasty: How Bob Howsam and Sparky Anderson Built the Big Red Machine, Road West, 1998, ISBN 0-9641402-3-3.
- Daryl Raymond Smith, Making The Big Red Machine: Bob Howsam and the Cincinnati Reds of the 1970s, McFarland, 2009, ISBN 0-7864-3980-7.
- Joe Posnanski, The Machine, HarperCollins, 2009, ISBN 0-06-190169-5.
- Doug Feldmann, The 1976 Cincinnati Reds: Last Hurrah for the Big Red Machine, McFarland, 2009, ISBN 0-7864-5272-2.